# Büro für Sonderkonstruktionen
Das Büro für Sonderkonstruktionen (BOK, russisch Бюро особых конструкций, wiss. Transliteration Bjuro osobych konstrukcij) ist eine ehemalige sowjetische Entwicklungsabteilung. Es wurde gegründet, um unkonventionelle Gegebenheiten und Konstruktionsarten im Flugzeugbau zu erforschen und zu entwickeln. Es bestand von 1931 bis 1941 und war eine Abteilung des ZAGI.

## Geschichte
Auf einen Vorschlag von Pjotr Baranow hin erließ das Kommissariat (später Ministerium) für Verteidigung im Sommer 1930 die Anordnung zur Bildung des BOK. Am 1. Januar 1931 nahm es unter Leitung von Wladimir Tschischewski und seinem Stellvertreter Nikolai Kaschtankow die Arbeit auf. Forschungsbereiche waren unter anderem die Entwicklung von Nurflüglern, Tragschraubern und Raketenflugzeugen und Versuche mit Schlitzflügeln. Bis zu seiner Auflösung wechselte das BOK mehrmals die Räumlichkeiten und die Bezeichnung.
Im BOK waren unter anderem Boris Tscheranowski (verantwortlich für Nurflügler), Nikolai Kamow (für Tragschrauber) und Alexei Schtscherbakow (für Druckkabinen) tätig. Entwickelt wurden zum Beispiel das Höhenforschungsflugzeug BOK-1, das Nurflügelflugzeug BOK-5, der Tragschrauber A-7 und die Gondel des Stratosphärenballons SSSR-1, der am 30. September 1933 eine Höhe von 19.100 Metern erreichte.
1941 wurde das BOK aufgelöst und die Mitarbeiter in das OKB von Pawel Suchoi übernommen.